# Bellesa (física)
En física de partícules, la bellesa (símbol B′), és un nombre quàntic de sabor que reflecteix la diferència entre el nombre d'antiquarks fons (nb) i el nombre de quarks fons ({\displaystyle n_{\bar {b}}}) presents en una partícula:
{\displaystyle B^{\prime }=-(n_{b}-n_{\bar {b}})}
Per convenció els quarks fons tenen bellesa −1 mentre que els antiquarks fons tenen bellesa +1, de forma que el signe del nombre quàntic de sabor sigui el mateix que el signe de la càrrega elèctrica (Q) del quark (Q = −1⁄3, en aquest cas).
Tal com passa amb la resta de nombre quàntics de sabor, la bellesa és conservada sota interaccions fortes i electromagnètiques, però no sota interaccions febles. A primer ordre en la interacció feble, es satisfà que el canvi de nombre de bellesa en una reacció donada és d'un factor unitatː {\displaystyle \Delta B^{\prime }=\pm 1}
El terme "bellesa" és rarament emprat i la majoria de físics senzillament es refereixen al "nombre (net) de quarks fons".